# Mariadorp
Mariadorp (en limbourgeois De Klonie) est un village situé dans la commune néerlandaise d'Eijsden-Margraten, dans la province du Limbourg. Le 1er janvier 2002, le village comptait 277 habitants.

## Histoire
Mariadorp a été fondé en 1913, comme village d'ouvriers près d'une usine d'oxyde de zinc.